# Petrina (Kostel, Slovenija)
Petrina je naselje u slovenskoj Općini Kostelu. Petrina se nalazi u pokrajini Dolenjskoj i statističkoj regiji Jugoistočnoj Sloveniji. 

## Stanovništvo
Prema popisu stanovništva iz 2002. godine naselje je imalo 9 stanovnika.